# برتولد شبولر
برتولد شبولر (بالألمانية: Bertold Spuler) هو مستشرق ألماني ولد في مدينة كارلسروه في 5 ديسمبر 1911 وتوفي في هامبورغ في 6 مارس 1990.